# بولين شورت روبنسون
بولين شورت روبنسون (بالإنجليزية: Pauline Short Robinson)‏ هي أمينة مكتبة أمريكية، ولدت في 1915 في Gay, Oklahoma ‏ في الولايات المتحدة، وتوفيت في 1997 في دنفر في الولايات المتحدة.
1. ↑   https://www.cogreatwomen.org/project/pauline-short-robinson/. {{استشهاد ويب}}: |url= بحاجة لعنوان (مساعدة) والوسيط |title= غير موجود أو فارغ (من ويكي بيانات) (مساعدة)